# National Highway 201
National Highway 201 (NH 201) ist eine Hauptfernstraße im Bundesstaat Odisha im Osten des Staates Indien mit einer Länge von 310 Kilometern. Sie beginnt in Bargarh am NH 6 und verläuft über Balangir und Bhawanipatna nach Borigumma an den NH 43.